# Slezská Ostrava (část obce)
Slezská Ostrava (dříve Polská Ostrava, polsky Polska Ostrawa, Śląska Ostrawa, německy Polnische Ostrau) je část Ostravy, bývalé město, dnes součást městského obvodu Slezská Ostrava. Evidenční část města je územně totožná se stejnojmenným katastrálním územím.

## Historie
Původně se nazývala jen Ostravou, po založení Moravské Ostravy se začal používat název Slovanská Ostrava. Ten vydržel až do 16. století, kdy se začalo preferovat označení Polská Ostrava. První písemná zmínka pochází z roku 1229 v listině papeže Řehoře IX. Papež tehdy povolil benediktýnskému klášteru v Týnci u Krakova vybírání desátku ve vsi, která náležela opolským knížatům. Mezi vesnicemi, které klášteru náležely, byla také Ostrava. Nejvýraznějšími šlechtickými rody na jejím území byli Sedlničtí z Choltic (1508–1714) a Vlčkové z Dobré Zemice (1714–1848).
Sedlničtí byli velmi aktivní ve stavebnictví. Vybudovali téměř desetikilometrový Slezský náhon, kterým odebírali vodu z Ostravice. Tím se dostali do sporu s Moravskou Ostravou. V blízkosti mostu přes Ostravici (nynější Most Miloše Sýkory) zřídili osadu Zámostí, ve které podnikali místní živnostníci. Na rozdíl od moravskoostravských radních zde Sedlničtí povolili pobyt také židovským obchodníkům. V 16. století přestavěli Slezskoostravský hrad na renesanční zámek.
Vlčkové drželi polskoostravské panství až do roku 1848, velkostatek si pak udrželi až do roku 1945. Nejvýznamnější událostí jejich doby byla pravidelná těžba uhlí, kterou v roce 1787 zahájil František Josef hrabě Wilczek. Díky hornictví prudce rostl počet obyvatel. Zatímco v roce 1843 to bylo 996 obyvatel, v roce 1869 již 4 620 a v roce 1910 téměř 23 tisíc.
Obec byla v roce 1879 povýšena na městys a 17. září 1920 na město. Polská Ostrava se tak stala největším hornickým městem v Československu. Radnice byla postavena v letech 1911–1913.
Již v roce 1904 se usnesl obecní výbor, že by bylo záhodno změnit jméno Polské Ostravy. Návrh přejmenovat město na Slezská Ostrava však vzbudil nevoli mnoha osobností, Petr Bezruč dokonce na protest složil báseň Polská Ostrava:
Jsem Polská Ostrava, šak lidu moravského,

bez dýmu žila jsem let dlouhých na tisíce,

van ostrý letěl v důl s hřebene kopce mého

a čistá, průhledná šuměla Ostravice.

V mé sešli hlubiny, lampy světlé za pasem,

žil černých našli směs, co nitrem mým se vinou,

dým nebe zahalil, kam věky hleděla jsem

a pece vysoké se zvedly nad Lucinou.
Ministerstvo vnitra tehdy žádost zamítlo, avšak po vzniku Československa požádal obecní výbor o změnu znovu a tentokrát mu bylo vyhověno. Polská Ostrava se stala Slezskou Ostravou 17. listopadu 1919.
K Moravské Ostravě byla Slezská Ostrava připojena 1. července 1941.

## Místní části obce v roce 1930
- Baranovec[4]
- Františkov Nová kolonie
- Františkov Stará kolonie
- Hladnov
- Hranečník
- Jaklovec
- Jáma Hermenegilda
- Jakubská jáma
- Jáma Jan Maria
- Jánská jáma a Josefská jáma
- Ludvíkova jáma
- Jáma Michalka
- Jáma Terezie
- Vilémova jáma
- Kamenec
- Kolonie Aloisie
- Kolonie koksovny „Na centrálce"
- Slezská Ostrava
- Podborčí
- Salmovec
- Zámostí
- Zárubek
- Zvěřina[5]

## Starostové v letech 1920–1941
Od povýšení obce na město v roce 1920 do jejího připojení k Moravské Ostravě v roce 1941 se v jejím čele vystřídalo 5 starostů:
- Jan Poppe (1920–1925)
- František Onderka (1925–1928)
- Jan Skotnica (1928–1930)
- Jaromír Pinkas (1930–1935)
- Jan Kunčický (1935–1941)?
- Josef Kotas (1938–?)[7]

## Významní rodáci
- Evžen Čížek (1904–1942), stíhací pilot francouzské Armeé de ľ air, velitel 312. československé stíhací perutě RAF, letecké eso

- Zdeněk Jirotka (1911–2003), český spisovatel.

## Galerie

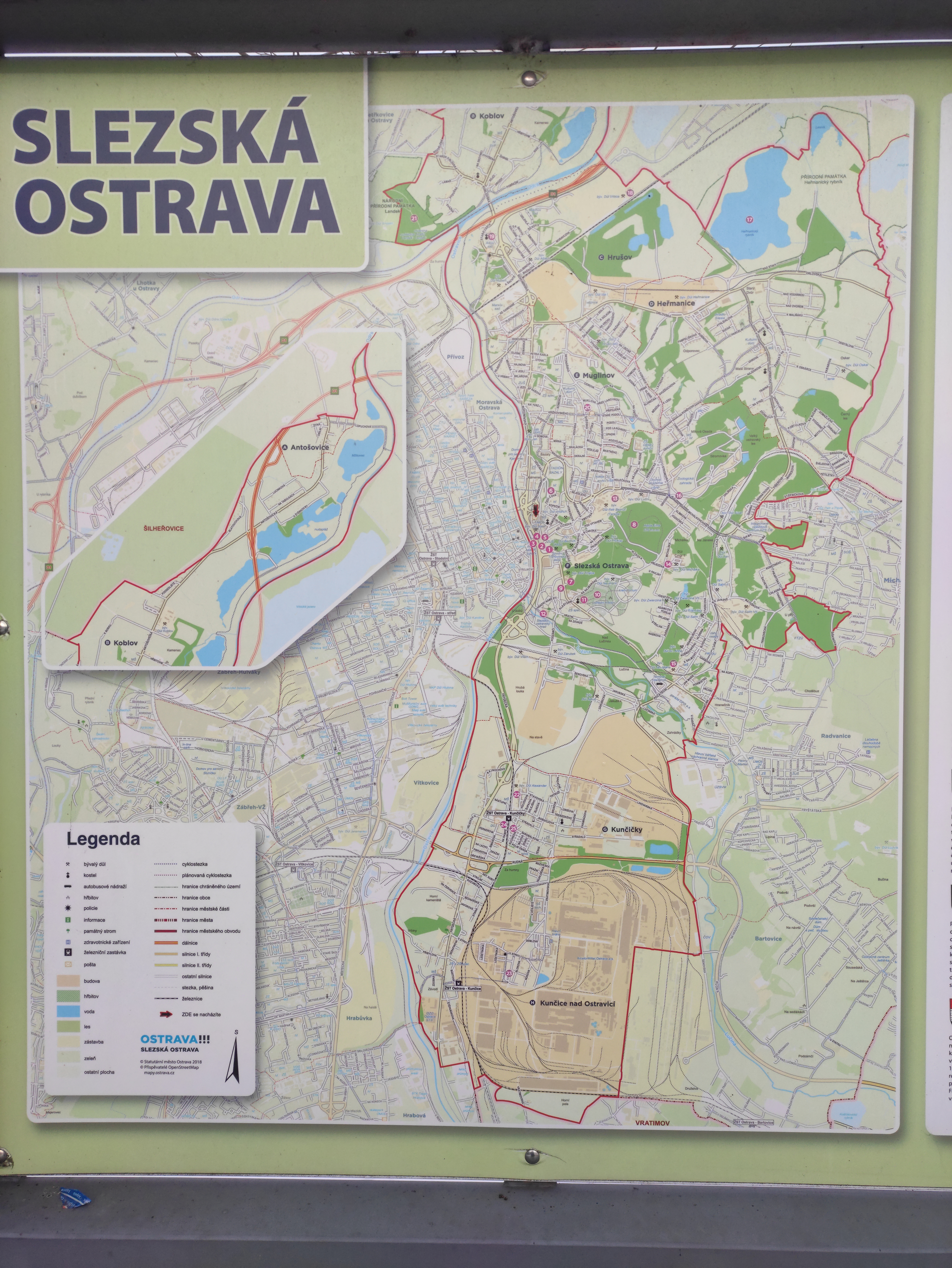
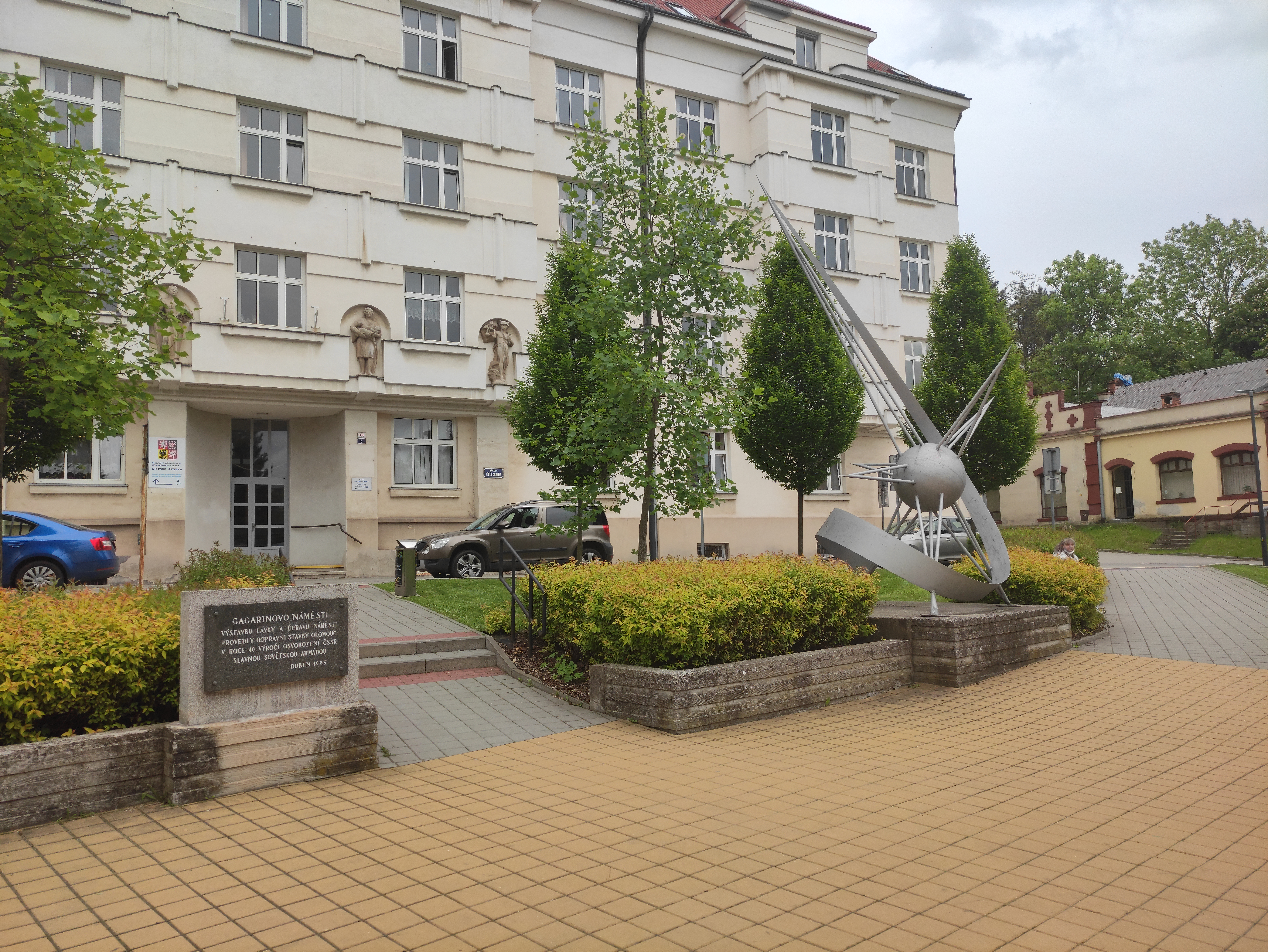
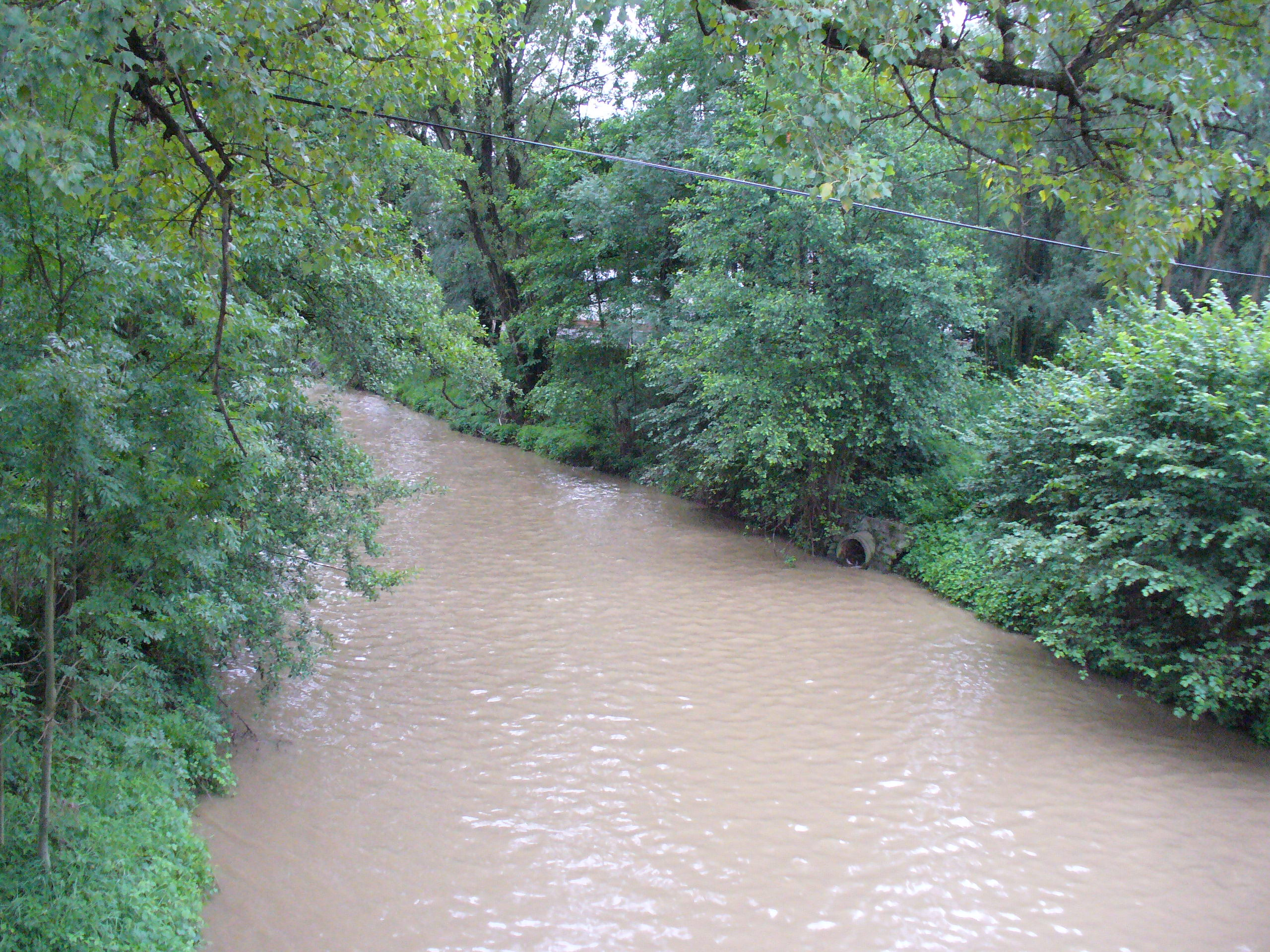
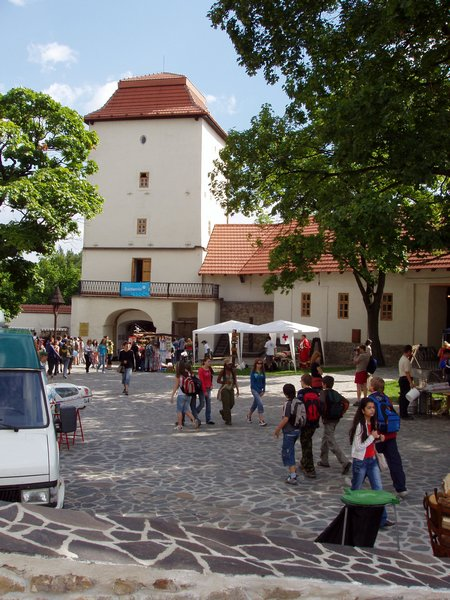